# Institut des finances du Shandong
L'Institut des finances du Shandong (en chinois :山东财政学院) dénommé par Deng Xiaoping，se trouve à Jinan, dans la province du Shandong.